# Actio quod iussu
L'actio quod iussu è un istituto del diritto romano finalizzato a tutelare il creditore del dominus (colui che esercita la proprietà, o il padrone di uno schiavo) o del pater familias, per l'obbligazione contratta precedentemente dal servo o figlio su ordine specifico del debitore.